# Parazoa
I Parazoi rappresentano un sottoregno animale cui, secondo la classificazione qui seguita, appartiene il solo phylum Porifera (Poriferi o Spugne).
La caratteristica principale che distingue i Parazoi dal più vasto e bio-diversificato sottoregno degli Eumetazoi è la mancanza di tessuti, organi ed apparati. Le varie attività fisiologiche (alimentazione, respirazione, escrezione, ecc.) vengono, infatti, esplicate a livello cellulare e le cellule formano degli aggregati simili a tessuti, ma che differiscono da questi per il ridotto grado di differenziazione. Tra le cellule alcune (gli amebociti) possono avere vita autonoma e, essendo totipotenti, differenziarsi in un qualsiasi tipo cellulare (pinacociti, coanociti, sclerociti ecc.), a seconda delle esigenze dell'organismo.
Alcuni includono tra i Parazoi anche il phylum dei Placozoa, che secondo la classificazione qui seguita appartiene invece al distinto sottoregno dei Phagocytellozoa. È inoltre discussa la possibile appartenenza al sottoregno dei Parazoi di forme estinte e in particolare degli Archeociati

## Classificazione
- Phylum Porifera (Poriferi o Spugne)
  - Calcispongiae o Calcarea (Calcispongie o Spugne calcaree)
  - Hyalospongiae o Hexactinellida (Ialospongie o Esattinellidi o Spugne vitree)
  - Demospongiae (Demospongie o Spugne cornee)
  - Sclerospongiae (Sclerospongie o Spugne coralline)